# Hotel Polonia (Warschau)

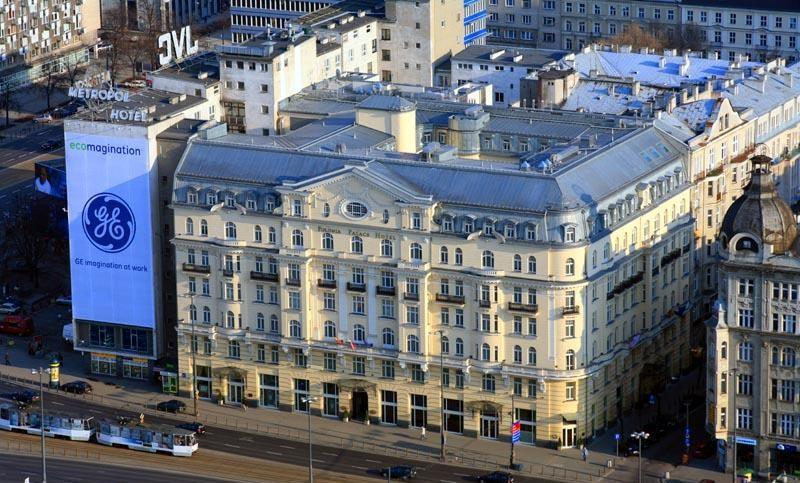
Das „Hotel Polonia Palace“ nach der Sanierung. Links daneben (verhüllt) das „Metropol“

Das Hotel Polonia (auch: Hotel Polonia Palace) in Warschau ist ein 5-Sterne-Hotel von historischer Bedeutung. Vor allem 1945 spielte es eine wichtige Rolle als Sitz diplomatischer Vertretungen im zerstörten Warschau. Das Gebäude steht seit dem 1. Juli 1965 unter Denkmalschutz (Nr. 762-A) und wurde zu Beginn der 2000er Jahre aufwändig renoviert.

## Lage
Das Hotel mit der Adresse Aleje Jerozolimskie 45 (früher Hausnummer 39) befindet sich im Warschauer Stadtzentrum nahe der Kreuzung mit der Ulica Marszałkowska. Schräg gegenüber befindet sich der Kulturpalast und in rund 400 Meter Entfernung der Warschauer Zentralbahnhof. Vor dem Krieg lag dem Hotel zunächst der damalige Dworzec Wiedeński (deutsch: Wiener Bahnhof) und nach dessen Abriss 1919 der ebenfalls nicht mehr bestehende Dworzec Główny (deutsch: Hauptbahnhof) gegenüber.

## Geschichte
Das siebengeschossige Hotelgebäude entstand auf einem Grundstück, auf dem sich vorher ein Kantor (Wechselstube) sowie das aus einer Eisengießerei umgebaute Gewächshaus der Firma Bracia Hoser (deutsch: Gebrüder Hoser) befand. Der Hotelbau begann im Jahr 1909 und war 1913 abgeschlossen. Die Architekten waren Józef Holewiński (verantwortlich für die Raumplanung) und Juliusz Nagórski (Fassaden- und Innenraumgestaltung). Der Bauherr war Graf Konstanty Przeździecki. Es sollte ein Hotel entstehen, das andere Luxushotels in Warschau noch an Komfort übertreffen würde. Zentralheizung, heißes und kaltes Leitungswasser, elektrische Uhren und Wählscheibentelefone standen in jedem Zimmer zur Verfügung. Für die per Auto eintreffenden Gäste wurde eine beheizte Garage in der rückwärtig gelegenen Ulica Nowogrodzka 38 vorgehalten. Das Hotel sollte den französischen Grand-Hotels der Zeit nachempfunden werden. Die Fassade wurde im Stil der Pariser Beaux-Arts-Architektur gestaltet – frühmodernistisch mit klassischen Anklängen. Zu der Pariser Anmutung trug auch das in Warschau eher ungewöhnliche Mansarddach bei. Im prächtig ausgestalteten Innenbereich waren Decken und Wände im Stil Louis-seize gehalten.
Die Eröffnung fand am 14. Juli 1913 statt. In einem deutschen Warschau-Führer von 1913 werden die Mindestzimmerpreise mit 4 Mark angegeben. 1920 wurde H. Kozieradzki Eigentümer des Hotels.
Im Jahr 1924 eröffnete das Restaurant „Palais Dancing“ (heute Restauracja „Ludwikowska“) mit einem großen Ball. Das Restaurant entwickelte sich schnell zu einem der beliebtesten Treffpunkte für die Warschauer Gesellschaft. Hier trafen sich Schauspieler, Sänger, bildende Künstler, Schriftsteller, Geschäftsleute und Politiker. Öfters sang Jan Kiepura. Regelmäßige Gäste der Zeit waren Adolf Dymsza, Tadeusz Boy-Żeleński, Mieczysława Ćwikliska, Kornel Makuszyński, Maria Pawlikowska, Leon Schiller, Stefan Żeromski und Julian Tuwim.
1927 hatte der Maler Kasimir Malewitsch seine erste internationale Ausstellung im Polonia. Anlässlich des 80. Jahrestages dieser Ausstellung veranstaltete das Hotel im Jahr 2007 eine erneute Ausstellung von Malewitschs Bildern. Auch wurde im Jahr 2009 ein Konferenzraum im Hotel nach dem Maler benannt.
Während der Besatzungszeit im Zweiten Weltkrieg wohnten im Hotel deutsche Offiziere. Als einziges Warschauer Hotel wurde das Polonia im Zweiten Weltkrieg nicht beschädigt. So konnte es bereits am 13. April 1945 wieder eröffnet werden. In den 1940er Jahren war es das beste Hotel in der weitgehend zerstörten Stadt. Viele Botschaften und andere diplomatische Vertretungen quartierten sich hier vorübergehend ein. Die meisten Zimmer belegte die Botschaft der USA. 1945 wohnte Dwight D. Eisenhower im Hotel, ihm zu Ehren wurde ein großes Bankett gegeben, die Warschauer Bevölkerung jubelte ihm bei seiner Ankunft am Hotel zu. Neben vielen anderen Politikern stieg hier auch Charles de Gaulle in der Nachkriegszeit ab.
Das nach dem Krieg enteignete Hotel wurde 1974 in die stadteigene Hotelgruppe Syrena (Eigentümerin u. a. der Hotels Saski, MDM und Metropol) eingegliedert. Diese Gesellschaft wurde 1997 von der Stadt an die Wiener Bau Holding AG (Holdinggesellschaft der Ilbau) für 24 Millionen Dollar verkauft. Der Verkauf war umstritten. Der neue Eigentümer begann Anfang der 2000er Jahre mit einer umfassenden Renovierung des Gebäudes. Außer den Außenmauern blieb nicht viel erhalten, das Hotel gehört deshalb heute zu den modernsten Hotels der Stadt. Es verfügt nun über 206 Zimmer und Suiten. Im Jahr 2004 war die 30 Millionen Euro teure Renovierung abgeschlossen. Im Jahr 2005 wurde die zweite Wiedereröffnung mit 500 geladenen Gästen gefeiert.

### Rechtsstreit
Im Jahr 2006 entzog die Stadt Warschau der Syrena das Eigentumsrecht an dem Hotel. Diese Maßnahme war Folge eines Restitutionsverfahrens, das die Familie Grabinski zwecks Rückgabe eines rund 800 Quadratmeter großen Grundstückes, auf dem heute eine Hälfte des Hotels Metropol steht, angestrengt hatte. Die Warschauer Stadtregierung stellte fest, dass der Verkauf der Syrena-Hotels im Jahr 1997 nicht rechtmäßig gewesen sei. Die Stadt bestand auf einer Entschädigungszahlung der Syrena-Gruppe an die Erben, die (aktuelle) Strabag-Tochtergesellschaft sah die Stadt diesbezüglich in der Verpflichtung. Der Rechtsstreit ist anhängig, bis auf Weiteres kann deshalb auch das wenig attraktive Nachkriegshotel „Metropol“ nicht abgerissen und durch ein modernes Bürogebäude ersetzt werden – so wie es die Syrena-Gruppe geplant hatte.